# Mala Popivka, Horol
Mala Popivka (în ucraineană Мала Попівка) este un sat în comuna Novoavramivka din raionul Horol, regiunea Poltava, Ucraina.

## Demografie
Componența lingvistică a localității Mala Popivka
     Ucraineană (99,3%)
     Alte limbi (0,7%)
Conform recensământului din 2001, majoritatea populației localității Mala Popivka era vorbitoare de ucraineană (99,3%), existând în minoritate și vorbitori de alte limbi.